# Весь мир в его объятиях
«Весь мир в его объятиях» (англ.: The World in His Arms) — приключенческий фильм США 1952 года режиссёра Рауля Уолша, по роману Рекса Бича.

## Сюжет
В 1850 году в Сан-Франциско русская княгиня Марина Селанова бежит от принуждению к браку с князем Семёном. Она нанимает шхуну капитана Мануэля по прозвищу «Португалец», чтобы он доставил её в Ситку на Аляске, где её дядя Иван Ворошилов — губернатор, сможет её защитить.
Но отход срывает появление в порту капитана Джонотана Кларка — охотника на тюленей, который высвобождает своих людей «зашанхаенных» Мануэлем.
Княгиня посылает человека к Кларку, чтобы узнать, может ли она продолжить путешествие с ним. Но соперничающий с русскими Кларк отказывает княгине.
Притворяясь служанкой, княгиня оказывается на вечеринке команды шхуны, где Кларк, поражённый её красотой, предлагает ей выйти за него замуж.
Утром в порту князь Семён обманом заманивает княгиню Марину на свой корабль, якобы чтобы самому отвезти её к дяде.
Кларк отправляется в погоню за любимой, беря капитаном известным своим мастерством «Португальца» и обещая ему корабль, если они догонят русских.
Но на походе к Аляске, уже нагнав корабль князя Семёна, их перехватывает русская канонерская лодка, и они попадают в тюрьму Ситки.
Князь Семен шантажирует Марину, предлагая ей выйти замуж в обмен на свободу Кларка. Она соглашается.
Кларк, объединившись с «Португальцем» и его командой, решается на дерзкое нападение, спасает Марину и уплывает вместе с ней.

## В ролях
- Энн Блит — княгиня Марина Селанова
- Грегори Пек — капитан Джонатан Кларк
- Энтони Куинн — капитан Мануэль «Португалец»
- Джон Макинтайр — Дикон Грейтхауз
- Карл Эсмонд — князь Семён
- Зиг Руман — генерал-губернатор Иван Ворошилов
- Грегори Гайе — полковник Павел Шушалдин
- Андреа Кинг — Мэйми
- Евгения Леонтович — Анна, мать княгини Селановой
- Билл Радович- Огичук, эскимос из команды Кларка
- Риз Уильямс — Эбен Клеггетт
- Брайан Форбс — Уильям Клеггет
- Ханс Конрид — Юстас, гостиничный клерк
- Генри Кулки — Пётр, русский слуга
- Милисент Патрик — Лена
- Джун МакКолл — девушка у Мэйми
- Сьюзан Болл — эпизод
- и другие

## Критика
Журнал «Variety» писал, что это «насыщенный, просоленый боевик с хорошим актёрским составом», неоднократно отмечалось, что фильм содержит красивые сцены парусника — «одни из лучших морских кадров, когда-либо снятых на плёнку» — кинокритик Босли Краузер в «The New York Times» писал, что эти кадры крадут всё внимание к фильму, что не умоляет всех его остальных достоинств. В своё время фильм был успешен, стал восьмым по популярности фильмом в британском прокате в 1952 году.

Это не классика, но это очень весело, отчасти благодаря быстрому темпу режиссуры Уолша и заразительной симпатии к грубым, мужественным типам. Уолш был идеальным режиссером для такого рода суперпродукции: даже когда история уступает место зрелищу в открытом море, драма упрямо остается в натуральную величину.— Chicago Reader, 2012

Фильм представляет собой хорошую приключенческую романтическую историю. Главным среди его достоинств является захватывающая морская гонка, которая является центральным элементом фильма. … Куинн играет свою роль так, как будто он был рожден для нее, а Энн Блайт хорошо справляется с любовным интересом и выглядит прекрасно.— AllMovie

## Рецензии
- Bosley Crowther — The World in His Arms // The New York Times, Oct. 10, 1952